# Ясна Зоря (станція)
Ясна Зоря — лінійна вантажно-пасажирська залізнична станція Херсонської дирекції Одеської залізниці на лінії Колосівка — Миколаїв між станціями Зелений Гай (11 км) та Трихати (10 км). Розташована у селі Ясна Зоря Миколаївського району Миколаївської області.

## Історія
Станція відкрита 1944 року. 

## Пасажирське сполучення
На станції зупиняються приміські поїзди сполученням Миколаїв-Вантажний — Колосівка (курсують щоп'ятниці та щонеділі).
До 25 жовтня 2020 року на станції зупинявся поїзд далекого сполучення «Таврія» № 317/318 Запоріжжя — Одеса (нині скасований).